# フジタイゲキ
フジタイゲキ（富士大戟、学名: Euphorbia watanabei）は、トウダイグサ科トウダイグサ属の大型の多年草である。静岡県内の低山地の茶草場として、定期的に草刈り管理が行われたため、現在まで自生していると考えられている。

## 特徴
フジタイゲキは、牧野富太郎により、富士山麓産の標本を基に1920年、新種として記載された。高さは0.7-1.5メートル程あり、夏に開花し、山地または低山地の草原に見られる。
タカトウダイ (E. lasiocaula Boiss.) とは、苞葉や輪生葉が黄色い点、さらに果実と種子がより大きく、茎が無毛またはほとんど無毛である点でも異なる。また、イワタイゲキ (E. jolkinii Boiss.) とは、葉が細く腺体の表面のくぼみが不明瞭で山地に生える点で異なり、さらに花期が夏、果実の突起がまばらである点でも異なる。
ヒュウガタイゲキ (E. watanabei subsp. minamitanii T.Kurosawa, Seriz.et H.Ohashi) は、宮崎県の丘陵地に自生し、花部および果実の形態がフジタイゲキとよく似るが、輪生葉がより長く、種子表面にしわ状の模様があり、フジタイゲキの亜種と考えられている。

## 保全状況評価
- 絶滅危惧II類 (VU)（環境省レッドリスト）

静岡県版レッドデータブックにおいては、絶滅危惧IB類 (EN) に指定されている。掛川市でも独自に、生息地でもある粟ヶ岳中腹の東山地区と地権者との3者による「指定希少野生動植物種東山保護地区協定」
を締結し、保護に努めている。

## 化学成分
- ノナコサン（直鎖アルカン; C29H60 ）　CAS RN 630-03-5
- テトラコサノール（脂肪族アルコール; C24H49OH）　CAS RN 506-51-4
- 蝋状物質、融点59~60 ℃
- β-シトステロール（植物ステロール）
- 5環性トリテルペン類
  - タラキセロールアセテート(またはタラクセロールまたはアセタート ˈæsətèɪt)(C32H52O2) CAS RN 2189-80-2　
  - ルペオール アセテート（C32H52O2）　CAS RN 1617-68-1
  - タラキセロン（C30H48O）　 CAS RN 514-0-78
  - タラキサステロール（C30H50O）　 CAS RN 1059-14-9
- アルヌセノン(alunusenone) (?)
- ルペロン(luperone)
- オイホルビンI (euphorbin I)[6]

この節の出典。

## 注意点
根茎は、中国の生薬・大戟（ターチ、dà jǐ）の1種である。内服用途として、利尿、峻下剤等あるが、ある種のオイホルビンは、発がんプロモーターであるため、猛毒とされ、一般に使用禁止となっている。漢方薬として、腎臓病のむくみ緩和などのため外用のみに用いるなどがある。大戟の取り扱いには、専門家の注意を要する。
アメリカ食品医薬局 (FDA) に認可された日光角化症の治療薬インゲノール 3-アンゲラート（商品名　Picato (R) gel　ピケイトー・ゲル) については、チャボタイゲキ (Euphorbia peplus) 参照のこと。　